# روبرت جيمس تورنبول
روبرت جيمس تورنبول (بالإنجليزية: Robert James Turnbull)‏ هو كاتب ومحامي وسياسي أمريكي، ولد في 1775، وتوفي في 15 يونيو 1833.